# Trophon geversianus
Trophon geversianus is een slakkensoort uit de familie van de Muricidae. De wetenschappelijke naam van de soort is voor het eerst geldig gepubliceerd in 1774 door Pallas.